# ひのあらた
ひの あらた（ひの あらた、1962年11月3日 - ）は日本の俳優である。元劇団四季所属。福岡県出身。旧芸名は日野 新（読みは同じ）。日本芸術専門学校講師。

## 略歴
- 野尻敏彦に師事し劇団四季へ入団。劇団四季では「ライオンキング」ムファサ役、「美女と野獣」ガストン役などを演じた。[1]
- その後、劇団四季を退団し東宝芸能へ所属。04年にはアプローチシアターを創立し、出演のほか演出も手がけている。[1]

## 主な出演

### 舞台

#### 劇団四季所属時代
- 『美女と野獣』（ガストン、パン屋）
- 『ライオンキング』（ムファサ、エド）
- 『オペラ座の怪人』
- 『冒険者たち-ガンバとその仲間たち-』（ノロイ）
- 『王子とこじき』（マイルス・ヘンドン候）
- 『エビータ』　（プロデューサー、軍人 ）

#### 劇団四季退団後
- 『マノン・レスコー』（2004年、こまばエミナース）
- 『ジュリアス・シーザー』（2004年、シアターχ）
- 『マクベス』（2004年、シアターV赤坂） - マクダフ 役
- 『解決します！』（2004年、ウッディシアター） - 金田大蔵 役
- 『拝啓、お父さんです』（2005年、恵比寿エコー劇場・福岡ぽんプラザホール）
- 『お月さまへようこそ』（2005年、コア石響） - ジム、カウボーイ、ロニー 役
- 『ペテン師と詐欺師』（2006年、日生劇場）
- 『アンナ・カレニーナ』（2006年、ル テアトル銀座・ドラマシティーほか全国公演）
  - 『アンナカレーニナ』（2010年、シアタークリエ）
  - 『アンナ・カレーニナ』（2013年、ル テアトル銀座、シアタードランシティ、名鉄ホール）
- 東宝ミュージカル『ルドルフ』（2008年、帝国劇場）
- 『マイ･フェア･レディ』（2009年、帝国劇場）
  - 『マイ･フェア･レディ』（2010年、JCBホールほか）
- 『AIDA』（2009年、東京国際フォーラム　ホールC、梅田芸術劇場メインホール）
- 『絹の靴下』（2010年、青山劇場、東京芸術劇場）
- 『蜘蛛女のキス』（2010年、梅田芸術劇場）
- ミュージカル『スウィーニー・トッド』（2011年、青山劇場）
  - ミュージカル『スウィーニー・トッド』（2016年4月 - 5月　東京芸術劇場 プレイハウス　ほか）
- 『ロミオ＆ジュリエット』（2011年、赤坂ACTシアター、梅田芸術劇場） - モンタギュー卿 役　
  - 『ロミオ＆ジュリエット』（2013年 9月 3日 - 10月 5日、東急シアターオーブ ）（10月12日 - 10月27日、梅田芸術劇場メインホール）
- 『CHESS in Concert』（2012年、青山劇場、梅田芸術劇場）
- ミュージカル『ラブ・ネバー・ダイ』（2014年3月、日生劇場）
- ミュージカル『CATCH  ME  IF  YOU  CAN』（2014年、6月21日 - 7月13日、シアタークリエ）（7月16日、愛知県芸術劇場 大ホール）（7月18日 - 20日 梅田芸術劇場 シアター・ドラマシティ）
- ミュージカル『シャーロックホームズ2 〜ブラッディーゲーム〜』（2015年、東京芸術劇場 プレイハウス）
- ミュージカル『サンセット大通り』（2015年 、赤坂ACTシアター）
  - ミュージカル『サンセット大通り』（2020年3月14日 - 29日 、東京国際フォーラム ホールC）
- ブロードウェイミュージカル『キンキーブーツ』（2016年7月 - 8月、新国立劇場 中劇場  / オリックス劇場） - ジョージ 役
  - ブロードウェイミュージカル『キンキーブーツ』（再演）（2019年4月 - 5月、東急シアターオーブ / オリックス劇場） - ジョージ 役
  - ブロードウェイミュージカル『キンキーブーツ』（再演）（2025年4月 - 6月、東急シアターオーブ / オリックス劇場） - ジョージ 役[2]
- ＡＢＣ座『株式会社 応援屋!!』（2016年10月　日生劇場）
- 音楽劇『クリスマス・キャロル』（2016年12月　俳優座劇場）
- ミュージカル『KAGUYA －織り成す竹取物語－』（2017年8月31日 - 2017年9月3日 、浅草六区ゆめまち劇場）
- ミュージカル『Dogfight』（2017年12月 - 2018年1月　シアタークリエほか）
- ミュージカル『リトル・ナイト・ミュージック』（2018年4月8日 - 30日／日生劇場、5月4日 - 5日／梅田芸術劇場、5月12日 - 3日／静岡市文化会館、5月19日 - 20日／オーバード・ホール）
- IdentityV STAGE  Episode 1『What to draw』（2019年11月29日 - 12月8日、サンシャイン劇場）- 黄衣の王／ハスター 役
  - IdentityV STAGE Episode 3『Cry for the moon』（2020年9月10日 - 18日、TACHIKAWA STAGE GARDEN）- 黄衣の王／ハスター 役
  - Identity V STAGE 大感謝祭（2020年11月19日 - 20日、舞浜アンフィシアター）- 黄衣の王／ハスター 役
  - IdentityV STAGE Episode 2『Double Down』（2021年3月24日 - 4月1日、TACHIKAWA STAGE GARDEN）- 黄衣の王／ハスター 役
- ミュージカル『だいすけお兄さんの世界迷作劇場パート3 2019-20』（2019年12月14日 - 2020年1月19日）
- ミュージカル『GHOST』（2021年3月5日 - 23日日 、シアタークリエ）（2021年4月4日、愛知県芸術劇場 大ホール）（2021年4月9日 - 11日 、新歌舞伎座）
- ナポリの男たちch特別回『舞台・ナポリの男たち』（2021年7月8日 - 19日、ヒューリックホール東京） - 修三おじさん/秀条まなの父/すぎじい/シュー13世 役
- 四月は君の嘘（2022年5月7日 - 7月3日、東京：日生劇場 他） - 審査員 役
- ミュージカル『9 to 5』（2024年10月6日 - 11月8日、日本青年館ホール 他）[3]

### 映画
- ARUHIアワード 大賞作品原作 ショートフィルム『おたんじょうびおめでとう』　9月16日公開（2020年）

### ナレーション
- 「東京モーターショー2005　タイムラー・クライスラーブース」幕張メッセ